# Заповіт Болеслава III Кривовустого

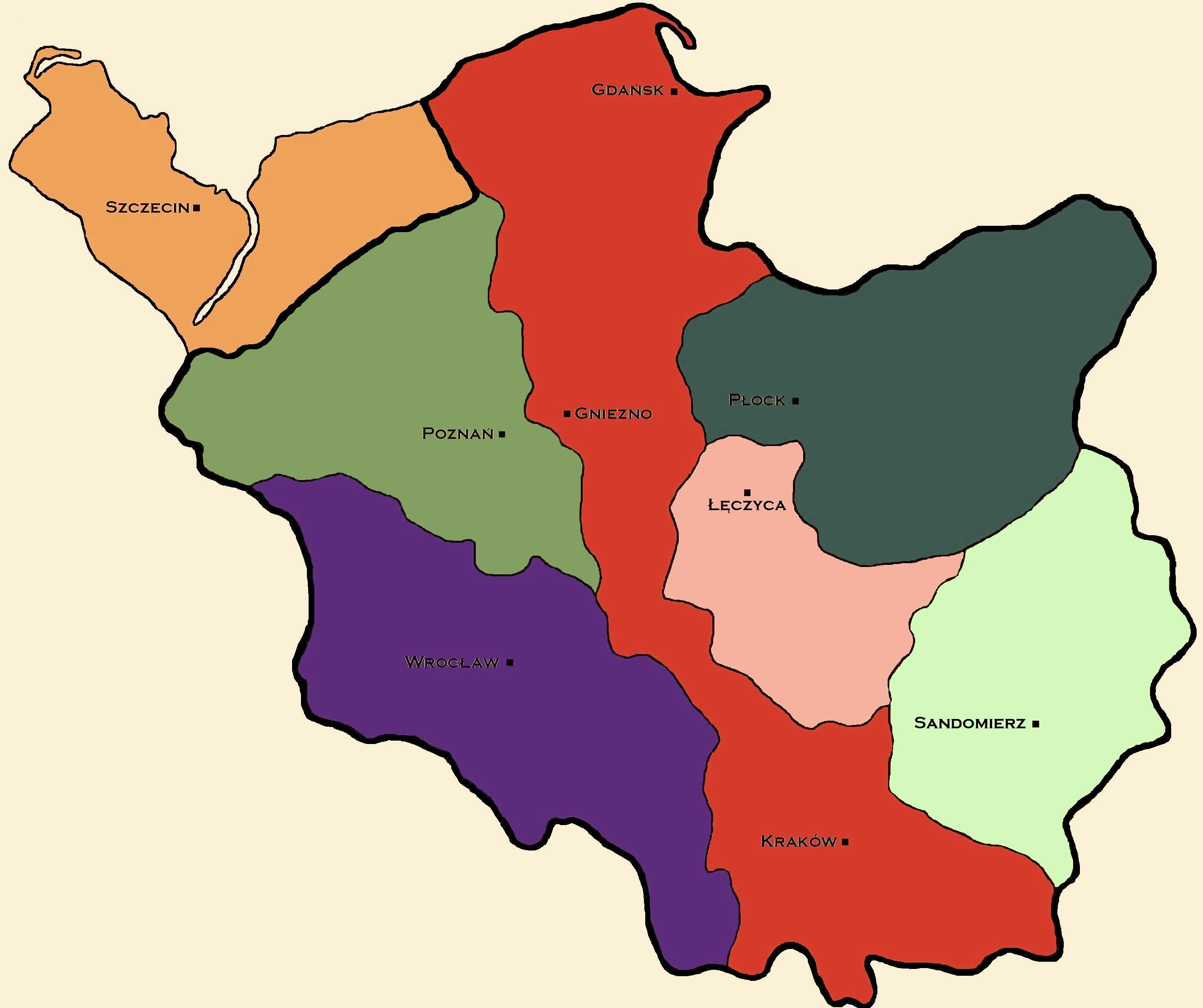
Поділ Польського королівства між синами Болеслава ІІІ в 1138 р.:
Головне князівство - Владислав II.
Сілезьке князівство - Владислав II.
Мазовецьке князівство - Болеслав IV.
Великопольське князівство - Мешко ІІІ.
Сандомирське князівство - Генріх Сандомирський.
Легницьке князівство
Померанське князівство Владислав II.

Заповіт Болеслава III Кривовустого (пол. Ustawa sukcesyjna Bolesława Krzywoustego) — остання воля і заповіт польського князя з династії П'ястів Болеслава III Кривовустого. Цим документом були встановлені правила для управління Польського королівства та розподілу удільних князівств між чотирма синами короля, після його смерті. Написавши його, Болеслав планував гарантувати й забезпечити, щоб його нащадки не боролись між собою, та хотів зберегти єдність своїх земель під керівництвом П'ястів. Проте, незабаром після смерті Болеслава ІІІ його сини почали воювати один з одним, і Польща вступила в період міжкнязівської роздробленості, що тривала близько 200 років.

## Зміст
Болеслав III написав свій Заповіт близько 1115—1118 років; документ набрав чинності після його смерті 1138 року.
Польща була розділена на п'ять провінцій, між синами Болеслава.

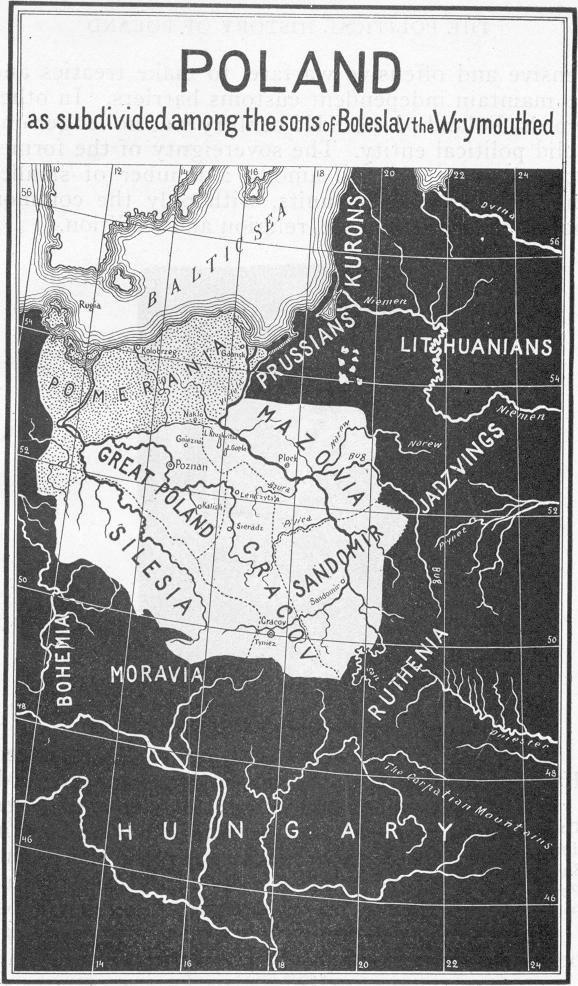
Розділ Польщі між синами Болеслава ІІІ

- Сеньйорат (Краківське князівство) — західна частина Малої Польщі, східна частина Великої Польщі, Західна Куявія та інші землі, призначалися старшому сину Болеслава Великому князю Владиславу II;
- Сілезьке князівство — низка Сілезьких князівств, також призначались Владиславу II;
- Мазовецькі князівства — територія Мазовії та східної Куявії, призначались другому сину Болеслава ІІІ Болеславу IV;
- Великопольське князівство — західні райони Великої Польщі, було віддано третьому сину Мешку III;
- Сандомирське князівство — територія східної Малопольщі, територія навколо міста Сандомир, віддано четвертому сину Генріху.
- Наймолодшому сину Казимиру II не було призначено будь-якого князівства, адже він був народжений після написання Заповіту Болеслава.

Відповідно до принципу передання влади, встановленого в Заповіті, старший член династії (Великий князь) мав верховну владу над іншими князями й князівствами, а також особисто контролюв неподільне «головне князівство», що знаходилось навколо Кракова, столиці держави. Ще одною прерогативою Великого князя був контроль над поморськими та іншими васалами. Великий князь займався обороною кордонів, мав право мати війська в інших князівствах, здійснювати зовнішню політику, мав нагляд за духовенством (в тому числі право на висування єпископів і архієпископів) і карбування грошей.

## Наслідки
Практична дія Заповіту тривала недовго. Протягом перших років правління Владислава II він намагався збільшити свій вплив, а його молодші брати протистояли цьому наміру. Після початкового успіху в розширені своїх володінь, проти Владислава ІІ об'єднались всі інші князі й він був вигнаний з Польщі 1146 року.
Лише за допомогою військ імператора Фрідріха I Барбаросси синам Владислава вдалося повернути собі Сілезькі князівства в 1163 році.
Після цього Польща вступила в період 200-річної феодальної роздробленості. Князі з династії П'ястів продовжували боротись за великокняжий престол, поки трон не захопили представники інших королівських династій.
Під час цих міжусобиць Польща втратила Східне Помор'я, яке захопив Тевтонський орден, а більшість Сілезькіх князівств стали васалами Богемської корони.